# Suore francescane di Santa Maria degli Angeli
Le Suore Francescane di Santa Maria degli Angeli (in francese Sœurs Franciscaines de Sainte-Marie des Anges) sono un istituto religioso femminile di diritto pontificio: le suore di questa congregazione pospongono al loro nome la sigla F.S.M.A.

## Storia

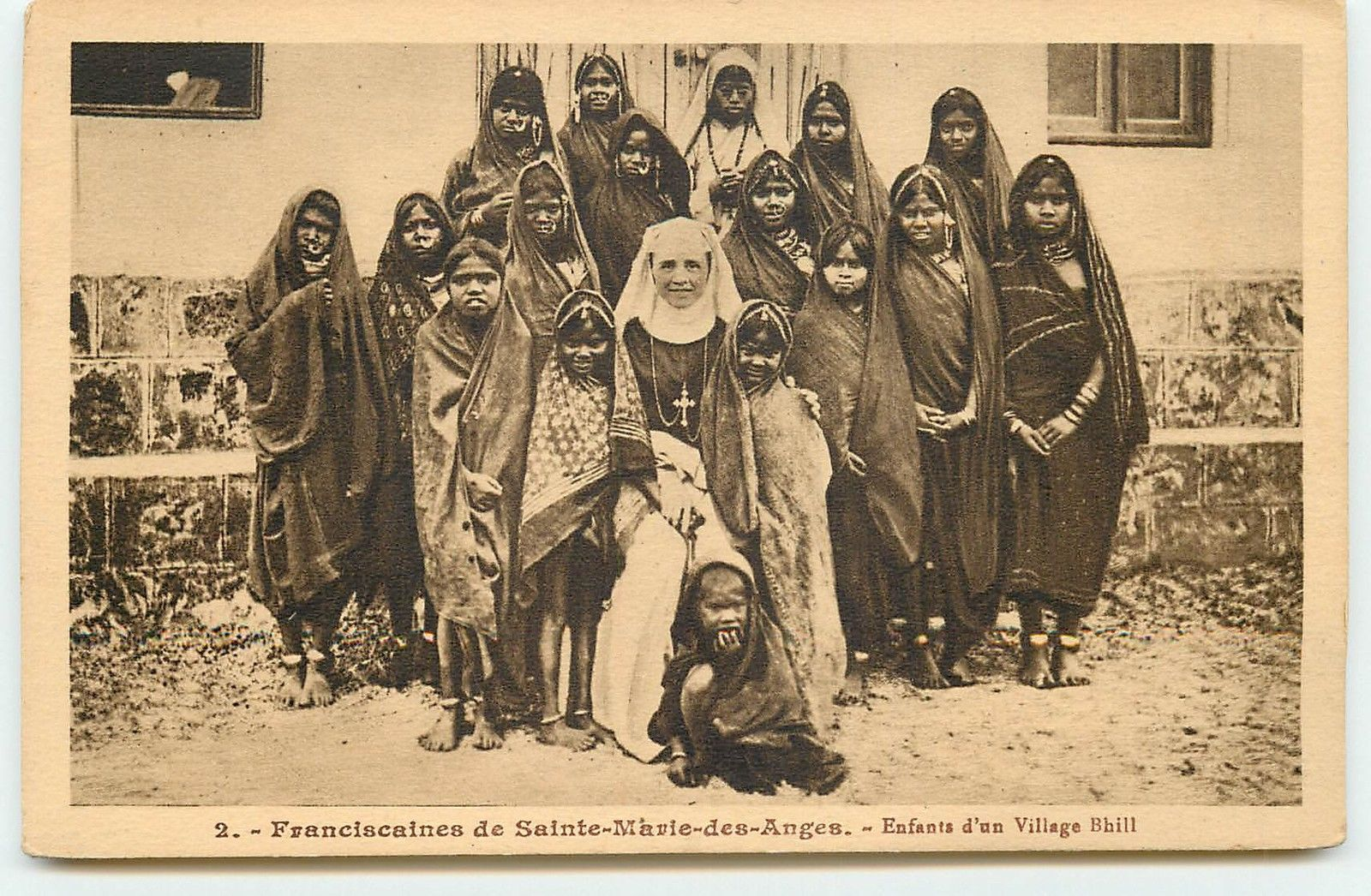
In India.

La congregazione, sorta per iniziativa del vescovo di Angers di Charles-Emile Freppel, fu fondata dal cappuccino Giovanni Crisostomo da Lione e da Marie-Caroline Rurange (in religione, madre Maria Crisostoma della Croce), per la cura degli orfani della guerra franco-prussiana: il 2 agosto 1871 ad Angers la Rurange, insieme con due compagne, vestì l'abito del terz'ordine regolare di San Francesco dando inizio all'istituto.
L'istituto si sviluppò rapidamente sia in Francia che all'estero: nel 1885 le suore aprirono case in Svizzera, nel 1886 in Inghilterra, nel 1892 in India, nel 1903 in Italia e poi ancora in Marocco ed Etiopia. In India le religiose contribuirono alla formazione di congregazioni indigene (le ancelle del Signore, le missionarie di Ajmer).
Papa Pio IX accordò il decreto di lode alla congregazione il 22 febbraio 1875; aggregate all'ordine cappuccino dal 13 febbraio 1923, le suore ottennero l'approvazione definitiva delle loro costituzioni il 2 marzo 1937.

## Attività e diffusione
Le religiose si dedicano all'istruzione e all'educazione della gioventù in scuole e collegi e all'assistenza agli ammalati, anche in terra di missione.
Sono presenti in Brasile, Etiopia, Francia, India, Regno Unito, Svizzera; la sede generalizia è a Wickham, nell'Hampshire.
Alla fine del 2008 la congregazione contava 416 religiose in 69 case.